# لئونید لیتوینکو
لئونید لیتوینکو (اوکراینی: Леонід Литвиненко؛ ۲۸ january ۱۹۴۹ (۷۶ سال) – ) ورزشکار دو و میدانی اهل اوکراین بود.
وی در مسابقات کشوری و بین‌المللی در مجموع برندهٔ ۱ مدال نقره شده‌است.